# Páfrányos
Páfrányos (Brusturi) település Romániában, a Partiumban, Arad megyében.

## Fekvése
Nagyhalmágytól északra, a bihari havasok alatt, Mermesd és Zarándbánya közt fekvő település.

## Története
Páfrányos nevét 1464-ben említette először oklevél Borosthfalwa néven. 1525-ben Brosd, 1760–1762 között Bruszturi,  1808-ban Brusztur, Huffladen, 1888-ban Brusztúr, 1913-ban Páfrányos néven írták.
1560-ban Borosjenőhöz tartozott, 1601-ben Breztur néven volt említve, ekkor Toldy István birtoka volt. 1608-ban nevét Buroztónak írták és Petneházyak kapták meg. 1764-ben a Bethlen-család birtoka volt.
A fennmaradt hagyományok szerint lakossága török eredetű volt, gyakori volt itt a Budugán, Nikodin és Szleo családnév.
Egykori lakosai földműveléssel és gyümölcstermesztéssel foglalkoztak. Híres volt az itt termett dió és fekete cseresznye, melyet Mokre-nak neveztek. Híres volt a falu háziipara is: a lakosság kapa-, kasza-, fejszenyél-, valamint fagereblye-készítéssel is foglalkozott.
A település határában bővizű források; a Funtînă albă és Blidu-ér eredtek, utóbbinak kőmedencéje is volt. Egykor s faluhoz tartoztak a Dózsa-féle dobrini és ulmi vasérc- és ólombányák is.
Az 1800-as években a leírások szerint a község rendetlen telepítésű volt, keskeny utcákkal, és szétszórt házakkal. Feljegyzett falurészeinek nevei: Buciava, Nicodinetti, Buduganiesti, Florinesti, Paşculesti, Prihodesti, Tulesdi voltak.
Régi görögkeleleti temploma érdekes építésű volt.
1910-ben 1118 lakosából 1111 román, 5 magyar, volt. Ebből 1110 görögkeleti ortodox volt.
A trianoni békeszerződés előtt Arad vármegye Nagyhalmágyi járásához tartozott.